# Джеральд Фіцволтер Віндзор

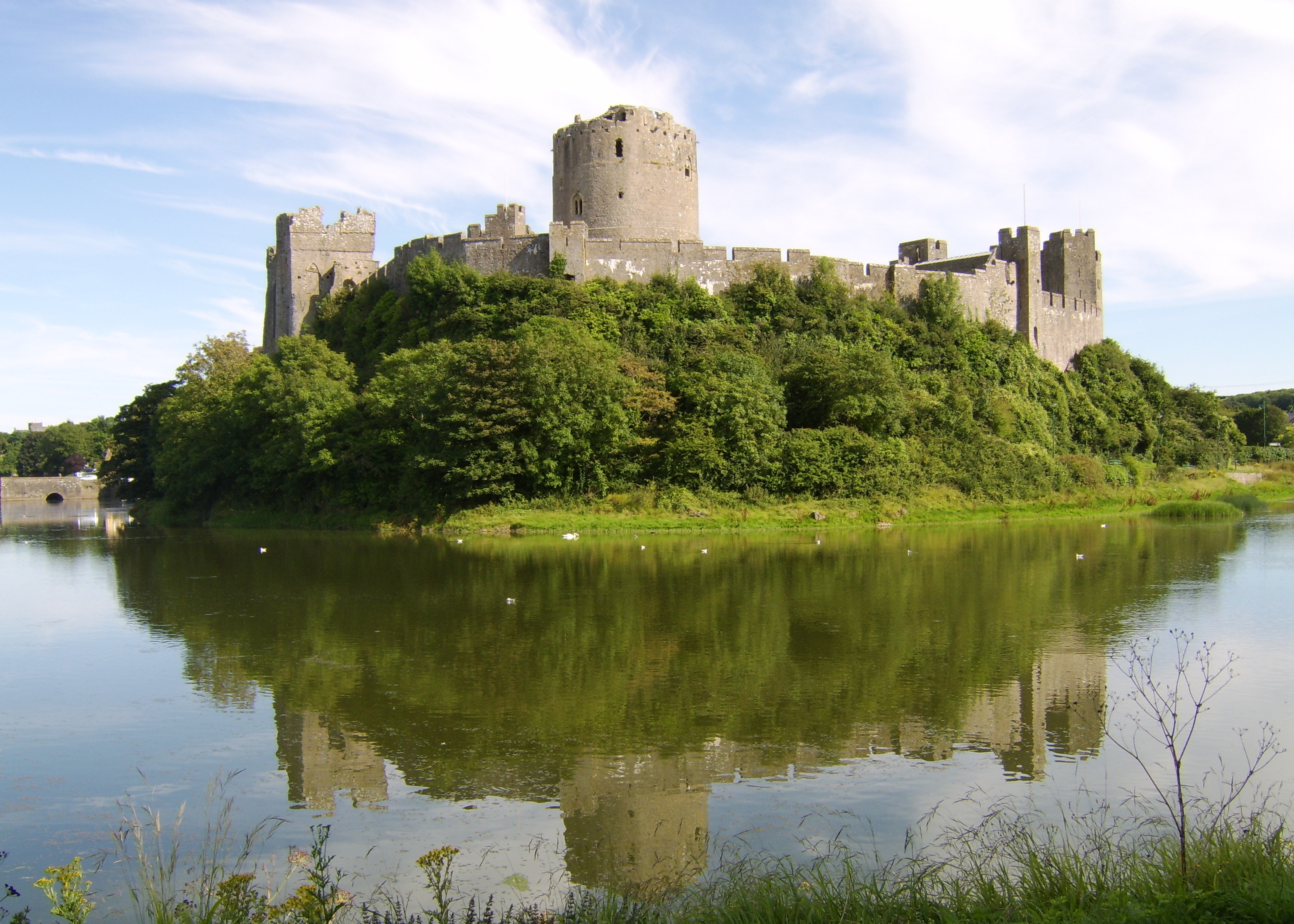
Руїни замку Пемброк.

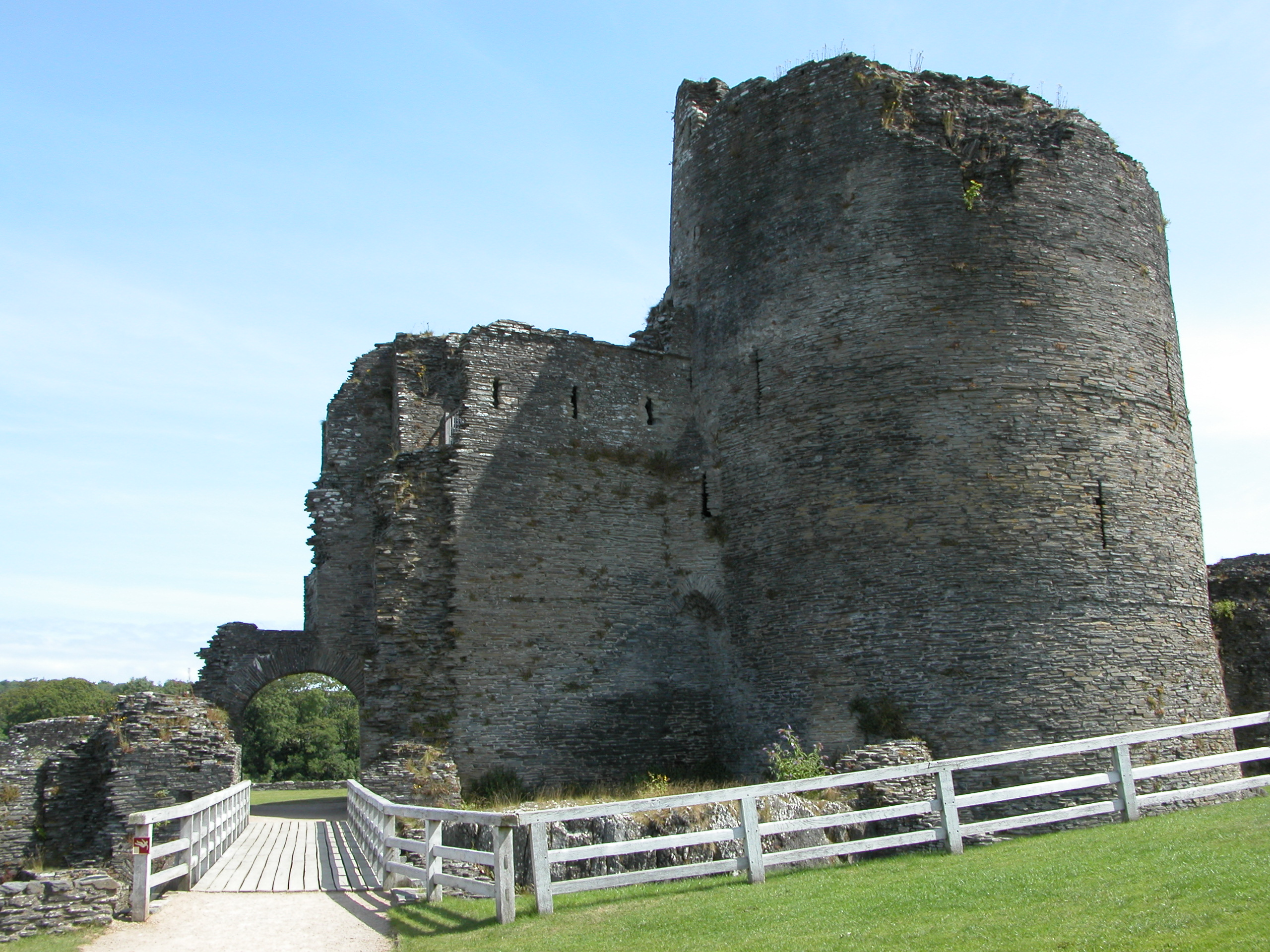
Руїни замку Кілгерран, з якого була викрадена Нест.

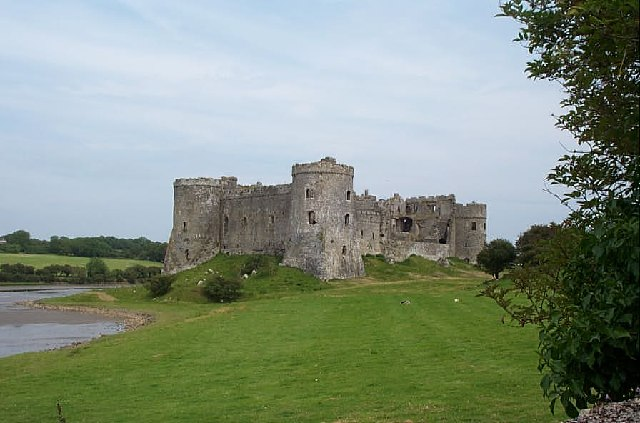
Руїни замку Карью.

Джеральд де Віндзор (норм. — Gerald FitzWalter de Windsor) (біля 1075—1135) — Джеральд ФітцВолтер де Вінзор — перший каштелян замку Пемброк, що в Пемброкширі. До завоювання Уельсу (Камбрії) Англією це була територія королівства Дехейбарт. Після завоювання цієї частини Уельсу Джеральд де Вінзор командував військами норманів на цій території. Він став засновником династії ФітцДжеральд, назва якої походить від його імені — «Сини Джеральда», «Сини Геральда». Ця династія відіграла величезну роль в історії Ірландії. Крім того він був предком династій Де Баррі, Карью з Моулсфорда, Карью з Пемброкширу, Могун Оттері з Девону, баронів Карью, баронетів Карью, графів Тотнес.

## Походження

### Батько
Джеральд народився в Вінзорському замку в Беркширі — в королівському замку і головній королівській резиденції в той час. Звідси і його прізвище — «Де Вінзор». Він був молодшим сином Волтера ФітцОтера (пом. приблизно в 1100—1116 роках) — феодала, барона Ітона з Бекінгемширу (нині Бекршир), що був каштеляном Вінзорського замку. У ті часи Вінзорський замок був головною резиденцією короля Вільгельма Завойовника — герцога Нормандії (Франція), що завоював Англію в 1066 році. Волтер орендував у короля 21 маєток в графствах Беркшир, Бекінгемшир, Сюррей, Гемпшир, Мідлсекс, а також управляв ще 17 маєтками, які орендували інші. Приставка «фітц» означає «син». Він був сином Огтера — латинізоване ім'я — Отеус. Він був каштеляном Вінзорського замку в часи короля Едуарда Сповідника (1042—1066). Волтер ФітцОтер був прихильником короля Вільгельма Завойовника (1066—1087), що призначив його каштеляном Вінзорського замку, Хранителем лісу Вінзор — місцем королівського полювання.
Після смерті батька десь після 1100 року старший брат Джеральда — Вільям успадкував посаду каштеляна замку Вінзор, його другий брат Роберт успадкував маєток біля Ітона. Родина Джеральда була «родиною війська» — саме на таких опирався король Вільгельм Завойовник.

### Мати
Мати Джеральда — Гледіс ап Конвін — дочка короля Ріваллона ап Конвіна — короля одного з королівств Північного Уельсу. Джеральд мав 3 старших братів — Вільяма, Роберта, Моріса і кількох сестер.

### Служба королю Англії
Після смерті короля Ріса ап Теудура — останнього короля королівства Дехейбарт (південний Уельс), якого називали сучасники «останній король бриттів», англо-норманські феодали вирішили, що настав час захопити Уельс, або хоча б його частину. Феодал Арнульф де Монтгомері — молодший син Роджера де Монтгомері — І графа Шрусбері напав на королівство Діфед (Уельс) і розграбував його. Там він побудував замок Пемброк, що був в свій час описаний Гіральдусом Камбрійським (біля 1146—1223) як «фортеця, що збудована з землі та колод». Потім Арнульф повернувся в Англію, а в замку Пемброк лишив невеликий гарнізон, яким командував Джеральд. Замок був слабким і явно не здатним до тривалої оборони.
У 1096 році в Уельсі відбулось загальне повстання проти влади англо-норманських феодалів. Замок Пемброк оточили і штурмували валлійці. Проте Джеральд чинив шалений опір і замок вистояв. Це викликало захоплення сучасників. Замок штурмували загони валлійських ватажків Ухтріда аб Едвіна та Гівела ап Горонві. По чисельності ці загони значно перевищували гарнізон Джеральда. 15 лицарів гарнізону Джеральда стали дезертирами — таємно втекли із замку вночі. Потім Джеральд конфіскував їхні маєтки. Гіральдус Камбрійський пише, Джеральду вдалося втримати замок за допомогою хитрості — він підкинув у ворожий замок листи з нібито листуванням з Арнульфом де Монтгомері, в яких Арнульф нібито обіцяє надіслати велике військо на підмогу, а Джеральд відмовляється, пише, що в нього достатньо сил щоб розгромити валлійців. І після цього, начебто, валлійці зняли облогу і повернулися в гори.
У 1094 році в знак визнання успішного захисту замку і земель Пемброк Джеральдом, король Вільгельм II нагородив Арнульф — сюзерена Джеральда титулами лорд Демеції та графа Пемброк.
У 1102 році — ще до повстання Монтгомері проти короля Генріха I, Джеральд відправився в Ірландію, де він вів переговори про шлюб свого сюзерена Арнульф де Монтгомері з Лафракох — дочкою ірландського короля Муйрхертаха Ва Бріана.
Джеральд Віндзорський обіймав посаду каштеляна замку Пемброк з 1102 року. В 1105 році Джеральд побудував замок Малий Кенарх.

### Землевласник
Джеральд отримав маєток Моулсфорд в Беркширі (нині це графство Оксфордшир) в дар від короля Генріха І (1100—1135). Потім цим маєтком володіла родина Карью, що походить від Одо де Карріо — сина Вільяма ФітцДжеральда — сина Джеральда де Вінзора.

### Шлюб і діти
Джеральд одружився з Нест Ферх Ріс — валлійською принцесою, дочкою короля Ріса ап Теудура — останнього короля королівства Дехейбарт.
У 1109 році Нест, вже будучи дружиною Джеральда, була викрадена з замку її двоюрідним братом Овайном ап Кадуганом, що був вороже налаштований проти цього шлюбу з норманом. Відповідно до книги «Брут і Тівісогіон» (вал. — Brut y Tywysogion) — «Хроніки Принців», Овайн та його люди ввірвались в замок Кілгерран або в замок Малий Кенарх і підпалили його. Джеральд прокинувся, Неста запропонувала тікати через таємний підземний хід. Джеральд встиг втекти, а Несту і дітей схопив Овайн. Згідно іншої версії Нест сама вирішила втекти з двоюрідним братом.
У помсту за це Джеральд захопив більшк частину королівства Поуїс. Овайн був змушений тікати в Ірландію, а коли повернувся в 1116 році, то був вбитий, коли його загін чисельністю 50 чоловік був підступно атакований військом Джеральда, яке йому дав король Англії.
Син Джеральда — Вільям мав дочку на ім'я Ізабелла Ле Грос, що одружилась з Вільямом де Хайю Валленсійським (Уельським) і мала синів Девіда Валленсійського та Філіпа Валенсійського. Ці сини були засновниками аристократичного роду Воллес або Волш. Філіп Валленсійський мав сина на ім'я Говелл Валленсійський.
Від Нести пішли всі гілки династії ФітцДжеральд, через неї ФітцДжеральди пов'язані з династією Тюдорів (Теудурів) — династією королів Англії, що вала валлійське походження. Тюдори є нащадками короля Ріса ап Теудура. Тобто ірландські ФітцДжеральди є родичами англійських Тюдорів.
Загалом вважають, що в Джеральда та Нест було 5 дітей:
- Вільям ФітцДжеральд (пом. 1173) — лорд Карью, засновник роду Карью (англ. Carew) — існує до сьогодні;
- Моріс ФітцДжеральд (біля 1100—1176), один из англо-нормандских завойовників Ірландії, засновник династії ФітцДжеральдів — провідних аристократів Ірландії;
- Девід ФитцДжеральд (пом. біля 1176) — архідьякон Кардіган та єпископ Сент-Дейвідс;
- Ангаррада — одружилась з Вільямом де Баррі, мати історика Геральда Камбрійського;
- Гвладис — мати Міло де Когана.

### Смерть
В «Анналах Камбрії» є запис про смерть Овайна в 1116 році. Припускають, що Джеральд де Віндзор як ворог Овайна не довго жив після його загибелі і що дата смерті Джеральда — 1135 рік вказана літописцями помилково.